# Venturia pedalis
Venturia pedalis là một loài tò vò trong họ Ichneumonidae.